# VTC (mécanique)
Pour les articles homonymes, voir VTC.
Le système VTC, en anglais : variable timing control ou valve timing control pour « contrôle variable de la distribution », est un système utilisé dans la gestion du fonctionnement de certains moteurs à explosion afin d'en améliorer le fonctionnement et les performances.
Il réalise un calage variable de l’arbre à cames d'admission sur toute la plage de régime du moteur. Lorsque le régime moteur augmente, un actionneur VTC géré par l’unité de commande et contrôlé par la pression d'huile, captant la position de l’arbre à cames, le calage de l’allumage, la teneur en O2 des gaz d’échappement et la position du papillon des gaz, avance ou retarde le calage de l’arbre à cames sur une plage de 50 degrés afin d'optimiser la puissance du moteur et de réduire le taux d’émissions polluantes.